# Galina Wassiljewna Dolja
Galina Wassiljewna Dolja (russisch Галина Васильевна Доля, engl. Transkription Galina Dolya; * 2. März 1933 in der Region Altai) ist eine ehemalige sowjetische Hochspringerin. 
Bei den Leichtathletik-Europameisterschaften 1958 in Stockholm wurde sie Fünfte und bei den Olympischen Spielen 1960 in Rom Vierte.
1960 wurde sie Sowjetische Meisterin. Ihre persönliche Bestleistung von 1,77 m stellte sie am 21. Mai 1960 in Tula auf.